# Porga Gyula
Porga Gyula (Enying, 1968. április 17. –) magyar politikus, 2010 óta Veszprém polgármestere, korábban (2006–2010 között) alpolgármestere, a humán ügyek felelőse.

## Tanulmányai, családja
Középiskolai tanulmányait Balatonfüreden a Lóczy Lajos Gimnáziumban végezte, majd középfokú művelődésszervező képesítést szerzett, majd a Pécsi Tudományegyetem szociológiai szakán kezdett tanulmányokba.
Felesége, Héthelyi Réka. Három gyermekük van: Boróka, Hanga és Ábel.

## Tevékenységei
1993. óta tagja a FIDESZ-nek. A Veszprém Megyei Labdarúgó Szövetség főtitkára. A balatonkenesei önkormányzat tagja 1994 és 2002 között, 1998 és 2002 között a Kulturális Bizottság elnöke. A megyei önkormányzat közgyűlésében 2002. óta képviselő. A Kulturális, Kisebbségi és Egyházügyi Bizottság elnöke, a Veszprém Megye Kultúrájáért Közalapítvány tagja. A Fidesz – Magyar Polgári Szövetség és a Fidesz-MKDSZ-KPE megyei közgyűlési képviselőcsoportjának, valamint több civil szervezetnek alapítója és elnökségi tagja.

### Polgármesterként

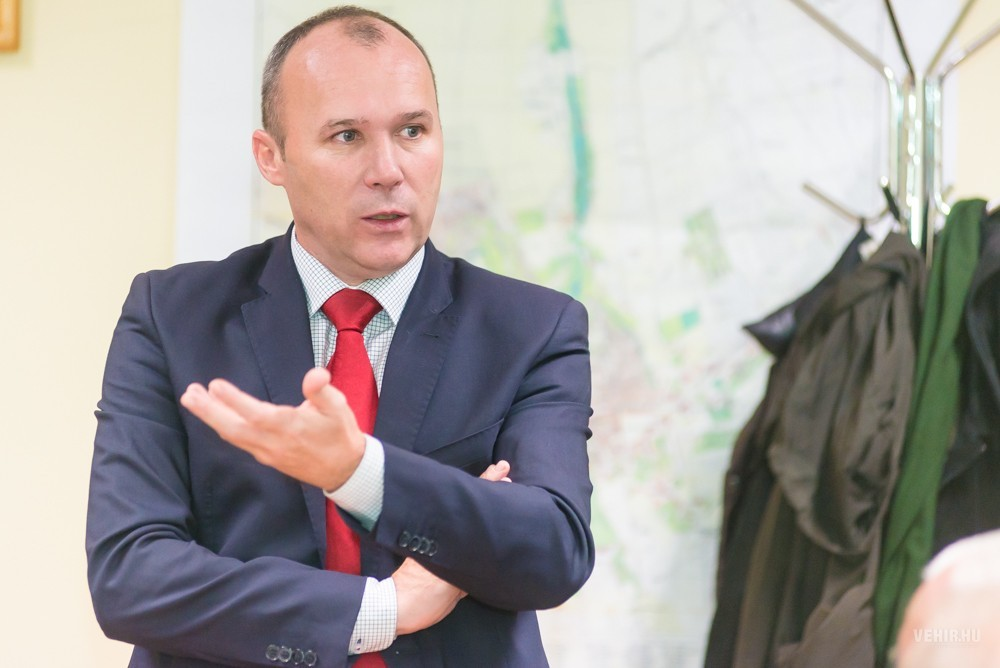
A veszprémi Pipacs utcában tartott lakossági fórumon 2015 októberében

2010-ben a Fidesz-KDNP jelöltjeként nyerte meg a polgármester-választást Veszprémben, ahol korábban (2006–2010 között) alpolgármesterként dolgozott. A szavazatok 63,97 százalékát szerezte meg, így nagy különbséggel hagyta le az MSZP jelöltjét, Hartmann Ferencet  valamint a Lokálpatrióták a Városért Egyesület jelöltjét, Molnár Ernőt. 2014-ben ismételten őt indították polgármesterjelöltként. A polgármester-választáson ismételten fölényes előnnyel (53,89 százalékkal) nyert, a második legtöbbet kapó Katanics Sándor (MSZP-DK-EGYÜTT-PM-MLP-LOKÁLPATRIÓTÁK VP jelöltje) előtt.
2012. április 26-án vette át az Európai Klímaszövetség díját, a Klímasztár díjat. Magyarországon Veszprém és Mórahalom kapta meg a díjat. A díjat a bécs közeli Hof-kastélyban adták át. A Nagycsaládosok Országos Egyesülete által gondozott Családbarát Önkormányzat díjat 2015. július 11-én, Veszprém nevében, a budapesti MOM Parkban vette át.
Rybár Olivér geográfussal együtt ő avatta fel 2014. június 14-én az előbbi  kezdeményezésére felállított bronz mellszobrot, amely Cholnoky Jenőnek állít emléket Veszprémben, a tudósról elnevezett iskola előtti téren. A szobor Balás Eszter alkotása.
2017-ben a veszprémi önkormányzat megalapította az Az Év Veszprémi Mentődolgozója díjat, amelyet először 2017. május 15-én osztottak ki. A díjat Porga Gyula adta át Meszlényi Norbertnek.
A 2019. október 13-án megtartott önkormányzati választásokon – 55,02% aránnyal – harmadszorra is megszerezte a polgármesteri széket, a vele szemben felálló egyetlen ellenzéki jelölt Katanics Sándor elől.
Ismételten nyert a 2024. június 9-i választásokon, hol a szavazatok 47,56%-át kapta, ezzel megelőzve a Híd a Városért–DK–MSZP–Momentum–Párbeszéd- Zöldek szövetségének jelöltjét, Hartmann Ferencet (29,43%), az Együtt Veszprémért jelölétjét, Adamecz Zoltánt (17,11%) és a Mi Hazánk által indított Kovacsics Zsoltot (5,91%).

## Elismerései, díjai
2012-ben az Év Polgármestere díjjal jutalmazták. 2015-ben Frim Jakab Emlékérem díjat kapott.